# Eumenophorus murphyorum
Eumenophorus murphyorum là một loài nhện trong họ Theraphosidae.
Loài này thuộc chi Eumenophorus. Eumenophorus murphyorum được miêu tả năm 1990 bởi Smith.